# IC 3653
IC 3653 ist eine Elliptische Galaxie vom Hubble-Typ E im Sternbild Jungfrau nördlich der Ekliptik. Sie ist schätzungsweise 24 Millionen Lichtjahre von der Milchstraße entfernt, hat einen Durchmesser von etwa 4.000 Lj und ist unter der Katalognummer VVC 1871 als Teil des Virgo-Galaxienhaufens gelistet.
Im selben Himmelsareal befinden sich u. a. die Galaxien NGC 4621, NGC 4638, IC 3652, IC 3665.
Das Objekt wurde am 10. Mai 1904 von Royal Harwood Frost entdeckt.